# 弗兰克·利文斯通
弗兰克·利文斯通（英語：Frank Livingstone，1886年8月1日—1966年8月17日），新西兰男子草地滚球运动员。他曾代表新西兰参加1938年大英帝国运动会草地滚球比赛，获得男子单人银牌。